# Хабіб Діарра
Мухамаду́ Хабі́б Діарра́ (фр. Mouhamadou Habib Diarra; нар. 3 січня 2004, Гадіавей) — сенегальський футболіст, півзахисник англійського клубу «Сандерленд» і збірної Сенегалу.

## Клубна кар'єра

### «Страсбур»
2011 року почав займатися футболом в команді «Мюлюз», звідки в липні 2018 року приєднався до академії «Страсбура» у віці 14 років. 18 серпня 2021 року підписав з клубом свій перший професіональний контракт. У 2021 році почав виступати за резервну команду, за яку дебютував 19 вересня в матчі Національного чемпіонату 3 проти «Амневіля» і відзначився забитим голом. 17 жовтня 2021 року дебютував в основному складі «Страсбура» в матчі Ліги 1 проти «Сент-Етьєна», замінивши Ібраїму Сіссоко.
21 липня 2022 року продовжив контракт зі «Страсбуром» до червня 2027 року. 16 квітня 2023 року в матчі Ліги 1 проти «Аяччо» забив свій перший гол за «Страсбур». За підсумками травня 2023 року був визнаний найкращим гравцем місяця на думку вболівальників «Страсбура», в якому забив два голи, а його команда здобула дві перемоги та двічі зіграла унічию.
23 листопада 2023 року продовжив контракт з клубом до червня 2028 року. В серпні 2024 року призначений капітаном «Страсбура». 3 травня 2025 року матч Ліги 1 проти «Парі Сен-Жермен» став для нього ювілейним, 100-им, в складі «Страсбура».

### «Сандерленд»
1 липня 2025 року перейшов в клуб англійської Прем'єр-ліги «Сандерленд», підписавши п'ятирічний контракт. Сума трансферу становила 30 млн фунтів стерлінгів, що стало найдорожчим придбанням в історії «Астон Вілли», перевершивши клубний рекорд Енцо Ле Фе. Окрім цього трансфер став рекордним продажем в історії «Страсбура». 16 серпня дебютував за нову команду в матчі Прем'єр-ліги проти «Вест Гем Юнайтед», вийшовши в стартовому складі.

## Кар'єра в збірній
Народився у Сенегалі, але в дитинстві переїхав з родиною до Франції. Виступав за збірні Франції до 16, до 18, до 19 і до 21 року.
14 березня 2023 року перше викликаний до збірної Сенегалу головним тренером Алью Сіссе для участі в товариських матчах проти збірних Габону та Беніну. 22 березня того ж року дебютував за збірну Сенегалу в поєдинку з Габоном, вийшовши на заміну Пап Матар Сарру.
14 листопада 2024 року в матчі відбіркового турніру до Кубка африканських націй 2025 проти збірної Буркіна-Фасо забив свій перший гол за збірну Сенегалу, принісши перемогу своїй команді (1-0). 

## Статистика виступів

### Клубна статистика
Станом на 16 серпня 2025
| Клуб              | Сезон             | Чемпіонат         | Чемпіонат | Чемпіонат | Кубок | Кубок | Кубок ліги | Кубок ліги | Єврокубки | Єврокубки | Інші  | Інші | Всього | Всього |
| Клуб              | Сезон             | Дивізіон          | Матчі     | Голи      | Матчі | Голи  | Матчі      | Голи       | Матчі     | Голи      | Матчі | Голи | Матчі  | Голи   |
| ----------------- | ----------------- | ----------------- | --------- | --------- | ----- | ----- | ---------- | ---------- | --------- | --------- | ----- | ---- | ------ | ------ |
| Страсбур Б        | 2021–22           | Насьйональ 3      | 6         | 1         | —     | —     | —          | —          | —         | —         | —     | —    | 6      | 1      |
| Страсбур Б        | 2022–23           | Насьйональ 3      | 1         | 0         | —     | —     | —          | —          | —         | —         | —     | —    | 1      | 0      |
| Страсбур Б        | Всього            | Всього            | 7         | 1         | —     | —     | —          | —          | —         | —         | —     | —    | 7      | 1      |
| Страсбур          | 2021–22           | Ліга 1            | 4         | 0         | 0     | 0     | —          | —          | —         | —         | —     | —    | 4      | 0      |
| Страсбур          | 2022–23           | Ліга 1            | 29        | 3         | 1     | 0     | —          | —          | —         | —         | —     | —    | 30     | 3      |
| Страсбур          | 2023–24           | Ліга 1            | 31        | 3         | 4     | 1     | —          | —          | —         | —         | —     | —    | 35     | 4      |
| Страсбур          | 2024–25           | Ліга 1            | 30        | 4         | 3     | 0     | —          | —          | —         | —         | —     | —    | 33     | 4      |
| Страсбур          | Всього            | Всього            | 94        | 10        | 8     | 1     | 0          | 0          | 0         | 0         | 0     | 0    | 102    | 11     |
| Сандерленд        | 2025–26           | Прем'єр-ліга      | 1         | 0         | 0     | 0     | 0          | 0          | —         | —         | —     | —    | 1      | 0      |
| Всього за кар'єру | Всього за кар'єру | Всього за кар'єру | 102       | 11        | 8     | 1     | 0          | 0          | 0         | 0         | 0     | 0    | 110    | 12     |

### Міжнародна статистика
Станом на 10 червня 2025 
| Збірна            | Сезон             | Товариські | Товариські | Офіційні | Офіційні | Всього | Всього |
| Збірна            | Сезон             | Матчі      | Голи       | Матчі    | Голи     | Матчі  | Голи   |
| ----------------- | ----------------- | ---------- | ---------- | -------- | -------- | ------ | ------ |
| Сенегал           |                   |            |            |          |          |        |        |
| 2024              | 2                 | 0          | 7          | 3        | 9        | 3      |        |
| 2025              | 2                 | 1          | 0          | 0        | 2        | 1      |        |
| Всього за кар'єру | Всього за кар'єру | 4          | 1          | 7        | 3        | 11     | 4      |

### Матчі за збірну
Станом на 10 червня 2025 
| Матчі Хабіба Діарри за збірну Сенегалу | Матчі Хабіба Діарри за збірну Сенегалу | Матчі Хабіба Діарри за збірну Сенегалу | Матчі Хабіба Діарри за збірну Сенегалу | Матчі Хабіба Діарри за збірну Сенегалу | Матчі Хабіба Діарри за збірну Сенегалу | Матчі Хабіба Діарри за збірну Сенегалу | Матчі Хабіба Діарри за збірну Сенегалу |
| №                                      | Дата                                   | Суперник                               | Рахунок                                | Голи                                   | Картки                                 | Хвилини                                | Змагання                               |
| -------------------------------------- | -------------------------------------- | -------------------------------------- | -------------------------------------- | -------------------------------------- | -------------------------------------- | -------------------------------------- | -------------------------------------- |
| 1                                      | 22 березня 2024                        | Габон                                  | 3–0                                    |                                        |                                        | 17'                                    | Товариський матч                       |
| 2                                      | 26 березня 2024                        | Бенін                                  | 1–0                                    |                                        |                                        | 90'                                    | Товариський матч                       |
| 3                                      | 6 червня 2024                          | ДР Конго                               | 1–1                                    |                                        |                                        | 90'                                    | Відбіркові матчі ЧС-2026               |
| 4                                      | 9 червня 2024                          | Мавританія                             | 1–0                                    |                                        |                                        | 90'                                    | Відбіркові матчі ЧС-2026               |
| 5                                      | 6 вересня 2024                         | Буркіна-Фасо                           | 1–1                                    |                                        |                                        | 90'                                    | Відбіркові матчі КАН-2025              |
| 6                                      | 11 жовтня 2024                         | Малаві                                 | 4–0                                    |                                        |                                        | 38'                                    | Відбіркові матчі КАН-2025              |
| 7                                      | 15 жовтня 2024                         | Малаві                                 | 1–0                                    |                                        |                                        | 59'                                    | Відбіркові матчі КАН-2025              |
| 8                                      | 14 листопада 2024                      | Буркіна-Фасо                           | 1–0                                    | 1                                      |                                        | 26'                                    | Відбіркові матчі КАН-2025              |
| 9                                      | 19 листопада 2024                      | Бурунді                                | 2–0                                    | 2                                      |                                        | 70'                                    | Відбіркові матчі КАН-2025              |
| 10                                     | 6 червня 2025                          | Ірландія                               | 1–1                                    |                                        |                                        | 90'                                    | Товариський матч                       |
| 11                                     | 10 червня 2025                         | Англія                                 | 3–1                                    | 1                                      |                                        | 71'                                    | Товариський матч                       |

Всього: 11 матчів / 3 голи; 8 перемог, 3 нічиї, 0 поразок.

## Досягнення
Особисті
- Гравець місяця в «Страсбурі»: травень 2023